# Lagunas (Tarapacá)
Lagunas fue una de las comunas que integró el antiguo departamento de Iquique, en la provincia de Tarapacá.
En 1930, de acuerdo al censo de ese año, la comuna tenía una población de 10904 habitantes. Su territorio fue organizado por Decreto con Fuerza de Ley N.º 8.583 del 30 de diciembre de 1927, a partir del territorio de las Subdelegaciones 9.º Salitreras del Sur y 13.º Challacollo.

## Historia
La comuna fue creada por Decreto con Fuerza de Ley N.º 8.583 del 30 de diciembre de 1927, con el territorio de las Subdelegaciones 9.º Salitreras del Sur y 13.º Challacollo.
El Decreto Ley N.º 2.868 del 26 de octubre de 1979, como parte del proceso de regionalización impulsado por la dictadura militar chilena, suprimió la comuna.

## Población
De acuerdo al censo de 1907 la comuna homónima (antes como distrito) contaba con una población de 9.458, tras la suma de las subdelegaciones correspondientes de Salitreras del Sur (7.525) y Challacollo (1.933). De igual forma en 1930 se ejecutaría otro censo que daría con un total de población estimado de 10.904. Y siguiendo el patrón en 1960 la comuna disminuyó significativamente su población a 7.733 habitantes hasta su desaparición en 1979.

### Demografía
| Gráfica de evolución demográfica de la comuna de Lagunas entre 1907 y 1960 |
|                                                                            |
| Fuente: Instituto Nacional de Estadísticas                                 |